# 1244 Deira
Deira (asteroide 1244) é um asteroide da cintura principal com um diâmetro de 30,95 quilómetros, a 2,1132658 UA. Possui uma excentricidade de 0,0980785 e um período orbital de 1 310 dias (3,59 anos).
Deira tem uma velocidade orbital média de 19,45808381 km/s e uma inclinação de 8,69278º.
Esse asteroide foi descoberto em 25 de Maio de 1932 por Cyril Jackson.